# Соколов, Павел Петрович (скульптор)
Па́вел Петро́вич Соколо́в (16 [27] июня 1764, Санкт-Петербург, Российская империя — 24 сентября [6 октября] 1835, там же) — русский скульптор, последователь Ивана Мартоса, крупный представитель классицистической школы декоративной пластики. Академик Императорской Академии художеств (с 1813; ассоциированный член — «назначенный» с 1802).

## Биография
Воспитанник Императорской Академии художеств (1770—1785). Получал медали: малая серебряная (1783), большая серебряная (1784), большая золотая медаль (1785) за программу «Изгнанная Агарь со своим малолетним сыном Измаилом». Выпущен из Академии художеств с аттестатом 1-й степени и шпагой (1785).
Пенсионер Академии в Париже (1786—1789). Получил звание «назначенного в академики» (1802).
Академик с 1813 за скульптурный портрет известного актёра И. А. Дмитревского. Служил «мастером резного художества» при Адмиралтействе.
В 1810 создал одно из наиболее известных своих произведений — бронзовую скульптуру «Девушка с кувшином» в Екатерининском парке в Царском селе, воспетую А. С. Пушкиным в стихотворении 1830 года «Царскосельская статуя». Авторская копия в имении Суханово.
Также известны декоративные чугунные фигуры, созданные Соколовым в 1820-е годы для украшения ряда петербургских мостов: львы на Львином мосту (1825), крылатые львы на Банковском мосту (1825, упоминаются в стихотворении Дмитрия Бобышева «Крылатый лев сидит с крылатым львом…», посвящённом Евгению Рейну), сфинксы на Египетском мосту (1829), и первоначальные отливки этих сфинксов ( или по новой версии, наоборот, более поздние отливки 1905 года, сделанные на Обуховском сталелитейном и орудийном заводе), которые в настоящее время украшают пристань на Каменном острове.
Был похоронен на Смоленском православном кладбище; в 1939 году прах был перенесён в Некрополь мастеров искусств Александро-Невской лавры.

## Галерея
- Наиболее известные работы П. П. Соколова
- Фонтан «Девушка с кувшином» в действии (Царское Село)
- «Дева с разбитым кувшином» (Суханово)
- Львы Львиного моста
- Крылатые львы Банковского моста
- Один из сфинксов на Египетском мосту